# Verwaltungsgemeinschaft Rottenbuch
Die Verwaltungsgemeinschaft Rottenbuch im oberbayerischen Landkreis Weilheim-Schongau besteht seit der Gemeindegebietsreform am 1. Mai 1978. Ihr gehören als Mitgliedsgemeinden an:
1. Böbing, 1876 Einwohner, 40,31 km²
2. Rottenbuch, 1842 Einwohner, 31,48 km²

Sitz der Verwaltungsgemeinschaft ist Rottenbuch.